# 7월 1일
7월 1일은 그레고리력으로 182번째(윤년일 경우 183번째) 날에 해당한다. 

## 사건
- 1863년
  - 미국 남북 전쟁의 분수령이 되는 게티스버그 전투가 시작되다(~ 7월 3일)
  - 미국 남북전쟁 중 게티즈버그 전역: 칼라일 전투
- 1867년 - 캐나다, 영국으로부터 독립.
- 1908년 - SOS가 국제 무선 전신 협약에 의해 조난 신호로 채택되다.
- 1916년 - 1차 세계대전에서 양군 합쳐 100만명의 사상자를 낸 솜므 전투 발발.(~ 1917년)
- 1954년 - 일본의 자위대가 조직되다.
- 1960년 - 소말리아가 독립했다.
- 1962년 - 르완다, 부룬디가 벨기에에서 독립하다.
- 1964년 - 아시아 태평양 방송 연합(ABU)이 발족됐다.
- 1967년 - 유럽 공동체(EC)가 결성되다.
- 1991년 - 바르샤바 조약 기구가 공식적으로 해체되다.
- 1997년 - 영국의 조차지였던 홍콩이 중화인민공화국에 반환되다.
- 2006년 - 이탈리아, 징병제를 폐지했다.
- 2011년 - 독일, 징병제를 폐지했다.
- 2014년
  - 일본 정부가 내각 회의 결정을 통해 헌법 해석을 변경하는 방식으로 집단적 자위권의 행사를 공식 인정하였다.
  - 제6회 전국동시지방선거 당선자들이 취임하다.
- 2015년 - 2015년 지안 버스 추락 사고가 발생했다.
- 2018년 - 제7회 전국동시지방선거 당선자들이 취임하다.
- 2022년 - 제8회 전국동시지방선거 당선자들이 취임하다.
- 2024년 - 서울 시청역 교차로 차량 돌진 사고가 발생 했다.
- 2026년 - 제9회 전국동시지방선거 당선자들이 취임하다.

## 문화
- 1903년 - 제1회 투르 드 프랑스가 개최되다.
- 1904년 - 1904년 하계 올림픽이 미국 세인트루이스에서 개막됐다.
- 1931년 - 밴쿠버 국제공항 개항.
- 1933년 - 리버풀 존 레논 공항 개항.
- 1946년 - 일양약품이 창립되었다.
- 1955년 - 김성환 화백의 시사만화 《고바우》가 처음으로 동아일보에 연재되다.
- 1979년 - 소니가 워크맨을 출시하다.
- 1981년
  - 대구와 인천이 직할시로 승격되다.
  - 양주군 동두천읍이 동두천시로 승격.
  - 남원군 남원읍이 남원시로 승격.
  - 정읍군 정주읍이 정주시로 승격.
  - 나주군 나주읍과 영산포읍이 금성시로 승격.
- 1988년 - 한국방송광고공사에서 공익광고협의회로 설립.
- 1990년 - 경상남도 마산시가 회원구와 합포구로 분구.
- 1996년 - KBS위성 1TV와 KBS위성 2TV 개국.
- 2000년 - 대한민국의 지상파 방송사인 KBS의 수도권 FM 라디오 채널 KBS 제2라디오 개국. (주파수 106.1MHz, 10㎾)
- 2001년 - 대한민국의 철도청이 경영 합리화의 목적으로 무정차 간이역 대다수를 폐지시키다.
- 2004년 - 서울특별시에서 대중교통 체계를 개편하다.
- 2006년 - 대한민국의 도였던 제주도가 제주특별자치도로 출범하다. 북제주군은 제주시로, 남제주군은 서귀포시로 통합되었다.
- 2008년 - 마창대교 개통.
- 2009년
  - 대한민국의 수도권 전철 경의선 서울역 - 문산역 간 복선 전철이 개통되었다.
  - 용인서울고속도로가 개통되었다.
- 2010년 - 경상남도의 창원시, 마산시, 진해시가 통합 창원시로 출범하였다. (행정구: 성산구, 의창구, 마산합포구, 마산회원구, 진해구)
- 2011년 - 대한민국의 YTN Weather, 디스코, 디즈니 채널 개국.
- 2012년 -
  - 대한민국의 새로운 광역 행정구역이자 최초의 특별자치시인 세종특별자치시가 출범하다.
  - 의정부 경전철이 개통되었다.
- 2013년 -
  - 대한민국 민법상 성년의 기준 연령이 기존의 만 20세에서 현재의 만 19세로 하향 조정되었다.
  - 해왕성의 초소형 위성(달) S/2004 N1이 발견되었다.
- 2014년 -
  - 교동대교 개통.
  - 충청북도의 청주시, 청원군이 통합 청주시로 출범하였다. (행정구: 청원구, 상당구,  서원구, 흥덕구)
- 2015년 - 대한민국의 채널A플러스, YTN 웨더&라이프 개국.
- 2021년 - 중앙선, 강릉선 KTX-이음 복합열차가 운행되었다.
- 2023년 -
  - 수도권 전철 서해선 대곡 - 소사 구간 개통.
  - 군위군이 대구광역시로 편입되어 대구광역시 군위군이 되었다.

## 탄생
- 1311년 - 중국 명나라의 군사전략가, 정치인, 시인 유기. (~1375년)
- 1646년 - 독일의 수학자, 철학자 고트프리트 빌헬름 라이프니츠. (~1716년)
- 1654년 - 프랑스의 원수 루이조제프 드 부르봉 드 방돔 공작. (~1712년)
- 1701년 - 영국의 수학자 토머스 베이즈. (~1761년)
- 1725년 - 프랑스의 원수, 군인 로샹보 백작 장바티스트 도나티앵 디 비뫼르. (~1807년)
- 1804년 - 프랑스의 소설가 조르주 상드. (~1876년)
- 1859년 - 조선 최초 미국의 장로교 선교사 호러스 그랜트 언더우드. (~1916년)
- 1879년 - 프랑스의 사회운동가 레옹 주오. (~1954년)
- 1892년 - 미국의 작가 제임스 M. 케인. (~1977년)
- 1902년 - 미국의 영화감독 윌리엄 와일러. (~1981년)
- 1903년
  - 대한민국의 교육자, 철학자 박종홍. (~1976년)
  - 영국의 파일럿 에이미 존슨. (~1941년)
- 1905년 - 북한의 고고학자 도유호. (~1982년)
- 1912년 - 대한민국의 시인 백석. (~1996년)
- 1916년 - 미국의 배우 올리비아 드 하빌랜드. (~2020년)
- 1917년 - 미국의 수학자 도로시 마하람 스톤. (~2014년)
- 1921년
  - 대한민국의 화가 임직순. (~1996년)
  - 남아프리카 공화국의 영화 감독 제이미 유이스. (~1996년)
- 1926년
  - 독일의 작곡가 한스 베르너 헨체. (~2012년)
  - 아르헨티나의 지휘자 아틸리오 스탐포네. (~2022년)
  - 대한민국의 정치인 김철. (~1994년)
- 1933년 - 핀란드의 크로스컨트리 스키 선수 토이니 포이스티. (~2024년)
- 1934년
  - 미국의 영화 감독 시드니 폴락. (~2008년)
  - 미국의 배우 제이미 파.
  - 미국의 배우 진 마시. (~2025년)
- 1936년 - 미국의 영화배우 론 마삭. (~2022년)
- 1938년 - 대한민국의 정치인 심완구. (~2020년)
- 1941년 - 대한민국의 정치인, 기업인 박주천. (~2006년)
- 1942년 - 캐나다의 배우 준비에브 뷔조.
- 1943년 - 대한민국의 배우 이대근.
- 1944년 - 대한민국의 성우 탁원제.
- 1945년
  - 대한민국의 성우 김세원.
  - 미국의 가수 겸 배우 데비 해리 (블론디).
- 1947년
  - 대한민국의 소설가 송기원. (~2024년)
  - 대한민국의 정치인 오근섭. (~2009년)
- 1955년
  - 중화인민공화국의 정치인 리커창. (~2023년)
  - 일본의 배우, MC 아카시야 산마.
- 1958년 - 일본의 프로듀서, 평론가, 문필가, 사업가 오카다 토시오.
- 1959년
  - 대한민국의 승마 선수 김형칠. (~2006년)
  - 대한민국의 축구 선수 정해원. (~2020년)
- 1960년
  - 대한민국의 역사학자 김보한. (~2021년)
  - 대한민국의 기업인 박진규.
  - 대한민국의 정치인, 경제학자 이종훈.
  - 대한민국의 배우 정명환. (~2025년)
  - 일본의 성우 이시이 코지.
- 1961년
  - 영국 찰스 왕세자의 전 부인 웨일스 공비 다이애나. (~1997년)
  - 미국의 육상 선수 칼 루이스.
  - 인도계 미국인 우주인 칼파나 촐라. (~2003년)
- 1962년
  - 대한민국의 도시공학자 김수현.
  - 미국의 배우 앤드리 브라우어. (~2023년)
- 1963년 - 벨라루스의 스피드스케이팅 선수 이고리 젤레좁스키. (~2021년)
- 1964년 - 일본의 성우 사토 치에.
- 1966년 - 벨기에의 축구 심판 프랑크 더블레이케러.
- 1967년 - 캐나다의 모델, 배우 패멀라 앤더슨.
- 1968년
  - 대한민국의 배우 한갑수.
  - 대한민국의 배우 윤용현.
- 1969년 - 일본의 전 야구 선수 히야마 신지로.
- 1971년 - 미국의 래퍼 미시 엘리엇.
- 1972년
  - 대한민국의 방송연예인 전용준.
  - 일본의 성우 이나다 테츠.
  - 스위스의 알파인 스키 선수 브루노 케르넨.
- 1973년 - 대한민국의 체조 선수 한광호.
- 1974년
  - 대한민국의 법조 출신 정치인 김한규.
  - 대한민국의 미술가 겸 뮤지컬 배우 이홍.
- 1975년 - 대한민국의 희극인 김미진.
- 1976년
  - 네덜란드의 축구 선수 뤼트 판 니스텔로이.
  - 네덜란드의 전 축구 선수 파트릭 클라위버르트.
  - 대한민국의 성우 곽윤상.
- 1977년
  - 대한민국의 MC, 방송인 허준.
  - 대한민국의 바둑 기사 김만수.
  - 미국의 배우 리브 타일러.
- 1978년
  - 대한민국의 가수 이청아
  - 대한민국의 야구 선수 김일경.
  - 조지아의 권투 선수 블라디메르 찬투리아.
- 1979년
  - 미국의 종합격투기의 선수 포레스트 그리핀.
  - 대한민국의 축구 선수 배성재.
- 1980년
  - 대한민국의 전 가수 고지용.
  - 대한민국의 배드민턴 선수 손승모.
- 1981년 - 대한민국의 야구 선수 유한준.
- 1982년 - 대한민국의 축구 선수 김석만.
- 1983년 - 대한민국의 가수 이특 (슈퍼주니어).
- 1985년
  - 프랑스의 배우 레아 세두.
  - 일본의 만화가 사쿠라이 노리오.
  - 대한민국의 육상 선수 김하나.
  - 대한민국의 야구 선수 김창현.
- 1986년 - 미국의 영화 배우 샤이아 러버프.
- 1987년
  - 대한민국의 육상 선수 정혜림.
  - 대한민국의 배우, 모델 안재현.
  - 대한민국의 배우 연제욱.
  - 대한민국의 희극인 김일권.
- 1988년
  - 영국의 배우 미즈노 소노야.
  - 대한민국의 기상 캐스터 김지효.
  - 대한민국의 농구 선수 김선형.
- 1989년
  - 미국의 야구 선수 마이크 몽고메리.
  - 영국의 배우 미치 휴어.
  - 대한민국의 성우 이슬.
  - 영국의 배우 해나 머리.
- 1990년
  - 대한민국의 전 축구 선수 김성현.
  - 일본의 가수 사토 나츠키.
- 1991년
  - 대한민국의 전 리그 오브 레전드 프로게이머 정명훈.
  - 대한민국의 수영 선수 백수연.
  - 스페인의 축구 선수 루카스 바스케스.
  - 대한민국의 프로 사진기사 윤원균.
- 1992년 - 대한민국의 작가 겸 아나운서, 앵커 한지이.
- 1993년 - 일본의 가수, 배우 카미야마 토모히로.
- 1994년
  - 대한민국의 가수 정인성 (크나큰).
  - 에스토니아의 가수 위리 포츠만.
  - 일본의 패션모델겸 배우 오카모토 안리.
  - 일본의 배우 마이 키류.
- 1995년
  - 대한민국의 가수 태용 (NCT).
  - 가나의 축구 선수 에벤에젤 오포리.
- 1996년
  - 러시아의 피겨 스케이팅 선수 아델리나 소트니코바.
  - 대한민국의 양궁 선수 최미선.
  - 대한민국의 리그 오브 레전드 프로게이머 스피릿.
  - 대한민국의 야구 선수 최승민.
- 1997년 - 대한민국의 축구 선수 강윤성.
- 1998년 - 대한민국의 가수 은우 (희나피아).
- 1999년
  - 중화인민공화국의 배우 린먀오커.
  - 일본의 축구 선수 후지모토 간야.
- 2000년 - 대한민국의 가수 블루디.
- 2001년 - 대한민국의 뮤지컬 배우 이수민.
- 2002년
  - 대한민국의 가수 최수호.
  - 중화인민공화국의 바둑 기사 저우훙위.
- 2004년
  - 대한민국의 가수 원빈.
  - 대한민국의 쇼트트랙 선수 김길리.
  - 스페인의 축구 선수 알레한드로 가르나초.

## 사망
- 1277년 - 이슬람 맘루크 왕조의 술탄 바이바르스. (1223년~)
- 1860년 - 미국의 화학자, 발명가 찰스 굿이어. (1800년~)
- 1896년 - 미국의 작가 헤리엇 비처 스토. (1811년~)
- 1925년 - 프랑스의 작곡가, 피아니스트 에리크 사티. (1866년~)
- 2004년 - 미국의 영화배우 말론 브란도. (1924년~)
- 2005년 - 미국의 싱어송라이터 루서 밴드로스. (1951년~)
- 2006년 - 일본의 정치인, 총리 하시모토 류타로. (1937년~)
- 2015년 - 영국의 인도주의자 니컬러스 윈턴. (1909년~)
- 2017년 - 대한민국의 소설가 박상륭. (1940년~)
- 2019년
  - 미국의 기독교 조직신학자, 철학자 노만 가이슬러. (1932년~)
  - 미국의 야구 선수 타일러 스캐그스. (1991년~)
- 2020년
  - 대한민국의 정치인 황명수. (1927년~)
  - 독일의 성직자, 음악가 게오르크 라칭거. (1924년~)
- 2021년 - 네덜란드의 작곡가, 피아니스트 루이 안드리선. (1939년~)
- 2022년 - 대한민국의 정치인 정주환. (1939년~)
- 2023년
  - 프랑스의 축구 선수, 축구 감독 크리스티앙 달제. (1949년~)
  - 대한민국의 배우, 평론가 박규채. (1938년~)
  - 대한민국의 소설가 안정효. (1941년~)
- 2024년
  - 미국의 영화 감독, 각본가 로버트 타운. (1934년~)
  - 일바니아의 소설가 이스마일 카다레. (1936년~)
- 2025년
  - 일본의 스키점프 선수 아사히 사카노. (2005년~)
  - 프랑스의 아이스하키 선수 알렉스 델베키오. (1931년~)

## 기념일
- 여경의 날(National Policewoman Day): 대한민국
- 캐나다 데이(Canada Day):前 캐나다 자치령 제정 기념일, 캐나다
- 홍콩 특별행정구 설립 기념일: 홍콩

## 같이 보기
- 전날: 6월 30일 다음날: 7월 2일 - 전달: 6월 1일 다음달: 8월 1일
- 음력: 7월 1일
- 모두 보기